# Heteroconops antennatus
Heteroconops antennatus är en tvåvingeart som beskrevs av Krober 1940. Heteroconops antennatus ingår i släktet Heteroconops och familjen stekelflugor. Inga underarter finns listade i Catalogue of Life.